# Hexafluoroplatičnan xenonný
Hexafluoroplatičnan xenonný je produktem reakce fluoridu platinového s xenonem v rámci experimentu, který prokázal chemickou reaktivitu vzácných plynů. Tento experiment provedl Neil Bartlett na Univerzitě Britské Kolumbie, který produkt formuloval jako „Xe+[PtF6]−“, ačkoli pozdější práce naznačují, že Bartlettův produkt byl pravděpodobně směsí solí a ve skutečnosti tuto konkrétní sůl neobsahoval.

## Příprava
Hexafluoroplatičnan xenonný se připravuje reakcí fluoridu platinového (PtF6) s xenonem jako plynný roztok ve fluoridu sírovém. Reaktanty se spojí při teplotě 77 K a pomalu se zahřívají, aby se umožnila řízená reakce.

## Struktura
Materiál původně popsaný jako „hexafluoroplatičnan xenonný“ pravděpodobně není Xe+[PtF6]−. Hlavním problémem této formulace je „Xe+“, který by byl radikálem a dimerizoval by nebo abstrahoval atom fluoru za vzniku XeF+. Bartlett tedy zjistil, že xenon podléhá chemickým reakcím, ale povaha a čistota jeho původního hořčicově žlutého produktu zůstává nejistá. Další práce ukazují, že Bartlettův produkt pravděpodobně obsahoval [XeF]+[PtF5]−, [XeF]+[Pt2F11]− a [Xe2F3]+[PtF6]−. Výsledná „sloučenina“ je sůl, která se skládá z osmistěnného anionového fluoridového komplexu platiny a různých kationů xenonu.

## Historie
V roce 1962 Neil Bartlett zjistil, že směs plynného fluoridu platinového a kyslíku tvoří červenou pevnou látku. Ukázalo se, že touto látkou je hexafluoroplatičnan dioxygenylu (O +
2 [PtF6]−). Bartlett si všiml, že ionizační energie kyslíku (1175 kJ·mol−1) je velmi blízká ionizační energii xenonu (1170 kJ·mol−1). Poté požádal své kolegy, aby mu dali trochu xenonu, „aby mohl vyzkoušet některé reakce“, načež zjistil, že xenon skutečně reaguje s PtF6. Ačkoli, jak bylo uvedeno výše, produkt byl pravděpodobně směsí několika sloučenin, Bartlettova práce byla prvním důkazem, že ze vzácného plynu lze připravit sloučeniny. Od Bartlettova pozorování bylo popsáno mnoho dobře definovaných sloučenin xenonu, včetně XeF2, XeF4 a XeF6.